# Vitus Bering (schip, 2012)
De Vitus Bering (Russisch: Витус Беринг) is een Russische ijsbreker en platformbevoorradingsschip voor offshore-installaties van energiemaatschappijen. Het schip vaart in opdracht van Sovcomflot in de Zee van Ochotsk. Het werd, samen met het identieke zusterschip Aleksey Chirikov, gebouwd op de Arctech Helsinki Shipyard in Helsinki (Finland). De order werd geplaatst op 16 december 2010 en de Vitus Bering kwam twee jaar later in de vaart.

## Bestelling
Op 10 december 2010 kreeg Arctech Helsinki Shipyard, dat was 10 dagen na de oprichting van deze joint venture van STX Finland Cruise Oy en United Shipbuilding Corporation, de opdracht voor de bouw van twee speciale bevoorradingschepen. De opdracht had een waarde van $ 200 miljoen. Het vaargebied van de schepen heeft veel ijsvorming waardoor ze ook als ijsbrekers moeten functioneren. De schepen zijn besteld door Sovcomflot, die de schepen voor lange tijd heeft verhuurd. De schepen gaan varen in de Zee van Ochotsk bij een olieplatform op het Arkutun-Dagi olieveld. Het veld is in handen van Exxon Neftegas. De Vitus Bering werd op 21 december 2012 afgeleverd.

## Beschrijving
De Vitus Bering is een verbeterde versie van de Sakhalin, ook een ijsbreker bevoorradingschip gebouwd op dezelfde werf in 2005. De romp van het schip is nagenoeg onveranderd, maar er is een vierde motor geïnstalleerd en het voordek is bij de Vitus Bering volledig afgedekt waardoor het materieel en bemanning enigszins beschermd is tegen de gure weersomstandigheden. Het schip kan opereren in gebieden met temperaturen onder de 35 graden Celsius.
De Vitus Bering vaart als een gewoon schip met de boeg voor in open zee. Het kan ook door 1,7 meter dik ijs varen en bij een dikte van 1,5 meter nog een snelheid bereiken van 3 knopen. In de met ijs bedekte zee vaart het schip achteruit. In geval ijsbergen of kruiend ijs de vaste offshore installaties bedreigen, kan het schip deze wegslepen of wegduwen om beschadiging van de installaties te voorkomen.
Vier diesel-elektrische motoren van Wärtsilä staan opgesteld. Twee 12 cilinder motoren van het type 12V32 en twee 6 cilinder 6L32 motoren met een totaal vermogen van 18.000 kW. Het vermogen is ruim voldoende om de twee 6,5 MW ABB roerpropellers van vermogen te voorzien. De ijsklasse van het Russian Maritime Register of Shipping, is Icebreaker6.
Het schip is multifunctioneel en kan worden ingezet als bevoorradingsschip, ijsbreker, bij oliebestrijding, maar kan ook hulp bieden in geval van ongelukken. Het schip kan dan tijdelijk 195 opvarenden onderdak bieden.